# 阿蘇市立阿蘇小学校
阿蘇市立阿蘇小学校（あそしりつ あそしょうがっこう）は、熊本県阿蘇市黒川にある公立小学校。

## 概要
当校は、阿蘇山の北側に位置する小学校である。2015年度（平成27年度）、ICTを活用した「未来の学校」創造プロジェクト推進事業研究推進校（県教委指定）に指定された。

## 沿革

### 経緯
阿蘇市立阿蘇小学校は、阿蘇市立碧水小学校と阿蘇市立乙姫小学校が統合により設置された。

### 年表
- 2013年4月 - 阿蘇市立碧水小学校と阿蘇市立乙姫小学校が統合し開校

## 校章・校歌
校章デザイン - 奥野和夫（グラフィックデザイナー）
校歌作詞／作曲 - 渡邉光子（碧水小学校教頭）

## 教育目標
なかよく、かしこく、たくましく、生きる力を身につけた阿蘇の子どもの育成

### めざす学校像
- 子どもが生き生きと活動する楽しく活気に満ちた学校
- 環境が教育的に整備された潤いと落ち着きがあり安全な学校
- 保護者・地域から信頼され誇りにされる学校

### めざす児童像
- なかよく （心豊かに励ましあい、助け合う子ども）
- かしこく （自ら学び、考え、行動する子ども）
- たくましく（健康で頑張る子ども）

### めざす教職員像
- 教育的愛情と人権感覚を身につけ、使命を自覚する教職員
- 常に研修に努め、子ども一人一人を生かし､伸ばす教職員
- 子ども・保護者・地域から信頼される教職員
- たくましく（健康で頑張る子ども）

### 阿蘇小」５つの合い言葉
- 「あ」　あいさつ・ありがとう､心の通い合い
- 「そ」　そうじをしっかり、きれいな学校
- 「し」　しっかり学習、みんなで学び合い
- 「ょ」　読んで広がる世界、心に栄養
- 「う」　運動・健康いっぱい､事故はゼロ

## 学校行事
| - 4月 始業式・入学式 - 5月 - 6月 | - 7月 終業式 - 8月 - 9月 始業式 | - 10月 - 11月 - 12月 終業式 | - 1月 始業式 - 2月 - 3月 終業式・卒業式 |

## 通学区域
- 阿蘇市
  - 道尻、上役犬原、下役犬原、西町、竹原、蔵原、東黒川、坊中、南黒川、元黒川、北黒川、上西黒川、下西黒川、乙姫、黒川千丁[3]

## 進学先中学校
- 阿蘇市立阿蘇中学校

## 学区内の主な施設
- JR九州豊肥本線阿蘇駅

## 交通
- JR九州豊肥本線阿蘇駅より徒歩7分